# Ђудека (Венеција)
Ђудека (итал. Giudecca) је насеље у Италији у округу Венеција, региону Венето.
Према процени из 2011. у насељу је живело 6147 становника. Насеље се налази на надморској висини од 0 м.